# Franklin (hrabstwo Venango)
Franklin – miasto w Stanach Zjednoczonych, w stanie Pensylwania, w hrabstwie Venango. Według danych z 2000 roku miasto miało 7212 mieszkańców.